# بردیا
بَردیا یا اسمردیس (به پارسی باستان: 𐎲𐎼𐎮𐎡𐎹)، (درگذشتهٔ522 پیش از میلاد) پسر کوروش بزرگ هخامنشی و کاساندان و برادر کوچک‌تر کمبوجیه دوم بود(تاریخ تولد472 پیش از میلاد). احتمالاً وی سومین پادشاه هخامنشیان بوده است. مرگ بردیا، برای مورخان ایران باستان، ماجرایی پیچیده گشته است، چراکه به گفتهٔ داریوش بزرگ و برخی از مورخان، پس از مرگ کمبوجیه، شخصی به نام گئومات مغ، به دروغ خود را بردیا معرفی کرده و بر تخت پادشاهی می‌نشیند و به همین دلیل داریوش علیه آن کودتا می‌کند. حال برخی از مورخان ادعا می‌کنند که شخصیت تاریخی گئومات مغ، شخصیتی جعلی است که داریوش بزرگ، ابداع کرد تا بدین وسیله، به کودتای خود علیه بردیا (وارث قانونی کمبوجیه دوم) مشروعیت ببخشد. برخی اما عقیده دارند که شخصیت گئومات مغ حقیقت دارد و داریوش دروغ نگفته است. نکته‌ای که ذهن مورخان را به خود مشغول کرده است، این بوده که چطور قتل بردیا برای درباریان و خانواده بردیا پوشیده مانده و کسی جز داریوش و رازدار او، از قتل بردیا مطلع نبوده است. نکته دیگر آن است که چنانچه واقعاً داریوش دروغ گفته بود، چطور در منابع تاریخ کلاسیک (یونانی)، هیچ اشاره‌ای به حقیقت ماجرا نشده است و چرا مورخان کلاسیک، سخن داریوش را تأیید کرده‌اند.
به روایت هرودوت و داریوش بزرگ، بردیا، برادر تنی کمبوجیه بوده. اکثر منابع تاریخی شباهت بی‌نظیر بردیا با گئومات مغ را تأیید می‌کنند. از بردیا تنها یک دختر به نام پارمیس به جا مانده است.
در سال ۵۲۱ پیش از میلاد کمبوجیه دوم در راه بازگشت از مصر می‌میرد. گئومات مغ (بردیای دروغین) با فریبکاری و زورستانی با طرح معرفی خود با نام بردیا فرزند کوروش بزرگ تخت پادشاهی را مالک می‌شود.

## نام و تبار
نام بردیا از ریشه ایرانی کهن بردز به معنی بلند بودن ریشه گرفته است. در نسخه ایلامی بیستون او پیرتیا نامیده شد، ولی در نسخه اکدی و اسناد خصوصی شهر بابل فرم مادی برزیا دارد. هرودوت او را سمردیس، آیسخولوس او را مردوس، ژوستین او را مرگیس و هلینیکوس او را مرفیس نامید. در مقابل، کتسیاس پسر کوچک کوروش را تانیوکزارکس (به معنی کسی که بدن نیرومندی دارد؛ پارسی باستان: تنو وزرکه به معنی بزرگ‌تن) و گزنفون او را تانائوکسارس نامید. هر دو نام بردیا و تانیوکزارکس دلالت بر قدرت بدنی استثنائی شاهزاده دارد که احتمالاً تانیوکزارکس لقب بردیا بود. در نوشته‌های هرودوت، بردیا همچون غولی خودنمایی می‌کند. بر طبق کتیبه بیستون، کمبوجیه و بردیا یک پدر و مادر داشتند. هرودوت همچنین می‌گوید که آن‌ها برادر تنی بودند و مادرشان کاساندان، دختر فارناسپس، شاهزاده هخامنشی بود. اظهارات کتسیاس که گفت همسر کوروش و مادر پسرانش، آمتیس، دختر آخرین پادشاه ماد آستیاگ بوده، احتمالاً اشتباه است.

## منبع‌شناسی مرگ بردیا و کودتای داریوش

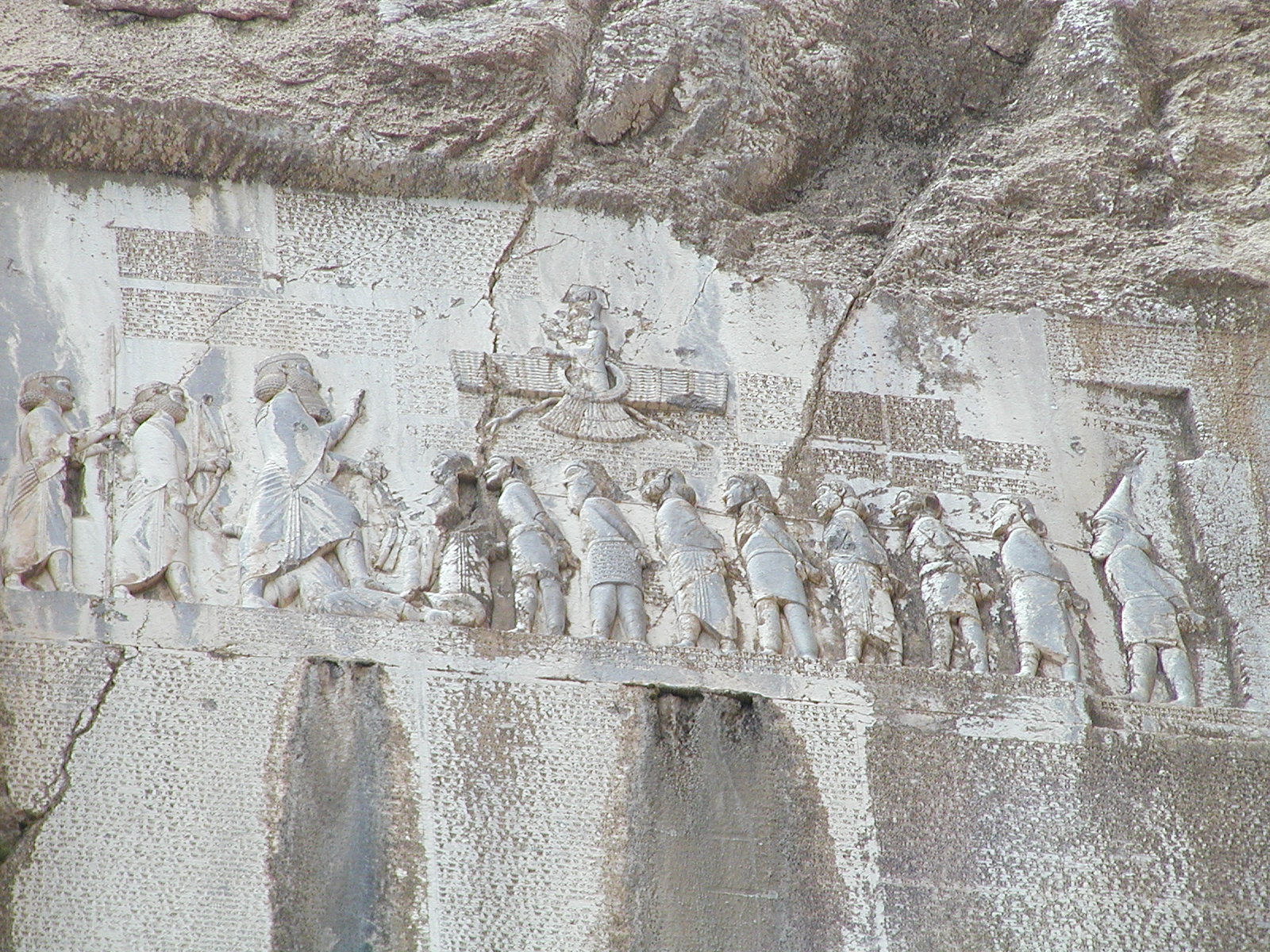
بیستون که فتوحات داریوش بزرگ را به زبان‌های پارسی باستان، ایلامی و بابلی توصیف می‌کند. این نقش برجسته‌ها و متون در صخره ای در کوه بیستون (استان کرمانشاه کنونی) نقش بسته است.

هیچ رویدادی به اندازه تحول جانشینی داریوش اول بر کمبوجیه دوم، به‌طور مفصل در تاریخ مکتوب هخامنشیان نیامده و در موردش بحث نشده است. علاوه بر خبر مندرج در کتیبه بیستون واقعه مزبور را حزقیال، هرودوت، کتسیاس، افلاطون و پولی‌ئن در روایات خود به نحو مختلف ذکر کرده‌اند. همچنین آشیلوس، پلوتارک، پولیانوس، پومپیوس، نزوگوس، استرابو و گزنفون به گزارش این حوادث پرداخته‌اند. منابع مذکور از لحاظ محل وقوع واقعه و تاریخ و روش شیوه قتل «بردیا» با یکدیگر اختلاف دارند. تنها مورد مطمئن از لوحه‌های بابلی این است که برای چند ماه، شاه رسمی بردیا/برزیا شناخته شده است؛ ولی معلوم نیست که این شخص بردیای دروغین است یا بردیای راستین.
روایت هرودوت با اظهارات داریوش، در مهم‌ترین نکات، تطبیق می‌کند. به خصوص که نافرمان در هر دو مغی است که هویت بردیا/سمردیس را غصب کرده است. کمبوجیه مسئول مرگ برادر است و نابودی بردیا را از دیگران پنهان نگاه داشته است. گذشته از آن، کتیبه بیستون اطلاعات دقیقی دربارهٔ ترتیب زمانی رویدادها ارائه می‌دهد: تاریخ شورش ۱۰ روز گذشته از ماه باگیادیش تعیین شده است.
کتسیاس مدعی است که «تاریخ ایران» تألیف وی، متکی بر اسنادی است که روی پوست نوشته شده و متضمن اقدامات و عملیات پادشاهان هخامنشی است. ضمناً کتسیاس آنچه که در دربار ایران در موقعی که پزشک داریوش دوم و اردشیر دوم بین سال‌های ۳۹۸–۴۱۵ پ. م دیده و به گوش خود شنیده را به رشته تحریر درآورده است.
قسمت‌هایی از کتاب «تاریخ ایران» کتسیاس که از ۲۳ کتاب تشکیل شده، در آثار دیودور و ژوستین و پولیئن و نیکلاس دمشقی و مخصوصاً در منتخبات «فوتی» محفوظ مانده است. «دینون» و «پلوتارک» و سایر مؤلفان به کتسیاس استناد می‌کنند. کتسیاس پیوسته سعی کرده که اشتباهات و غلط‌های هرودوت را اصلاح کند و او را دروغگو و دروغ‌پرداز می‌خواند. کتسیاس غالباً گفته‌هایش مخالف هرودوت است و از اینرو «فوتی» سه بارخاطر نشان ساخته که اخبار روایات کتسیاس دربارهٔ کوروش و کمبوجیه و مغ و داریوش و خشایارشا با گفته‌های هرودوت به کلی متغایر و متفاوت است. در بسیاری از موارد که امکان رسیدگی و تحقیق وجود دارد دیده می‌شود که کتسیاس از جاده حقیقت منحرف شده است؛ ولی در عین حال آثار وی حاوی اطلاعات و اخبار مهمی دربارهٔ قرن ۵ پ. م است و زندگی ایرانیان آن زمان جز به جز در آثار او منعکس شده است. دربارهٔ تعیین ارزش وقایع قبل از پادشاهی داریوش اول، نباید اخبار و اطلاعات کتسیاس را نادیده گرفت، چرا که از این اخبار می‌توان اطلاعاتی دربارهٔ قتل مرموز بردیا و کسب قدرت پادشاهی داریوش و غیره به‌دست‌آورد.
هر چند اطلاعاتی که کتسیاس در اختیار ما قرار داده به‌طور کلی حالت افسانه‌ای دارد و چندان قابل اعتماد نیست، ولی در زمینه جلوس داریوش می‌توان کم و بیش آن را مطالعه کرد. از آثار کتسیاس می‌توانیم بفهمیم که در دربار ایران دربارهٔ ناپدید شدن بردیا چه‌ها گفته شده و همچنین چه وقایعی به هنگام تاج گذاری داریوش رخ داده است.
در پاره‌ای موارد به‌خصوص کتسیاس مسلماً از هرودوت و بسیاری دیگر از تاریخ‌نویسان (بویژه سنت‌های ایرانی) آگاه‌تر بوده است. مسلماً کتسیاس تنها مورخ یونانی است که از تاریخ رسمی مرگ بردیا با خبر بوده است. سایر مورخان یونانی همچون هرودوت مرگ او را در زمان اقامت کمبوجیه یا اندکی دیرتر دانسته‌اند. در عین حال باز هم کتسیاس تنها منبع یونانی است که عیناً مانند کتیبه‌های بیستون به یک مغ اشاره دارند. کتسیاس رویدادهای قرن پنجم را طوری تنظیم می‌کند که بر اساس داستان‌های آن زمان در دربار شوش، به دورانی بسیار قدیمی‌تر مربوط می‌شد. کتسیاس چیزی را شرح می‌دهد که در دربار ایران شنیده است. این درست است که در بسیاری از موارد حقیقت را تحریف کرده، ولی دلیل این کار اینست که تشریح‌های تاریخی گفته شده در دربار ایرانی، غیرقابل اعتماد بوده‌اند و به رویدادهایی که بیش از یکصد سال پیش از آن اتفاق افتاده‌اند، مربوط بوده است.
روایت پومپی تروگ با روایت‌های هرودوت و کتزیاس اختلاف دارد. کتزیاس به‌طوری‌که ج. پراشک عقیده دارد، نمی‌توانست منبع مطلع مربوط به حوادث باشد، زیرا مغ مزبور را مؤلف اولی «سفندادات» نامیده، ولی تروگ او را به نام گومت ذکر کرده است. علاوه بر آن اصولاً در هر دو داستان وجه اشتراک زیاد نیست. نام گومت نشان می‌دهد که تروگ به روایت موثق شفاهی ایرانیان استناد کرده است، ولی متأسفانه این روایت ناچیز بوده، زیرا تروگ برای کسب ماجرای مشروح به هرودوت متوسل می‌گردد. به عقیده نلدکه، مآخذ اطلاعات تروگ، هارون اهل «لامپساک» بوده که نلدکه غیرمستقیم از آن استفاده کرده است. «آ گوشتمید» و «پراشک» مؤلف یونانی «تیماگن» اهل اسکندریه را منبع و مآخذ اخبار تروگ دانسته است و هرتسفلد منبع این اطلاعات را دینون اهل کولوفن پنداشته است. در هر حال، در شرح بیان داستان مربوط به حوادث‌های سال‌های ۵۲۱–۵۲۲ آن رشته از اخبار ایران که در نظر هرودوت مستور مانده مورد استفاده تروگ قرار گرفته است.
تروگ نیز مانند هرودوت اشاره به دو مغ نموده که البته نام‌های آنان با نام‌های مذکور در تاریخ هرودوت اختلاف دارد. «گوست» برادر خو «اروپاست» را به پادشاهی برگزید؛ بنابراین «پاتی زیت» هرودوت با «گومت» تروگ و «سمردیس» هرودوت با «اروپاست» تروگ، مطابقت می‌کند، ولی برخلاف هرودوت، تروگ ذکری از «پرکاست» نمی‌کند و گومت خودش بردیا را می‌کشد (تروگ بردیا را «مرگید» نامیده) و نقش وی را به عهده می‌گیرد. طبق خبر تروگ، قتل مرگید پس از مرگ کمبوجیه واقع شد.
به عقیده هوفمان-کوچکه و ج. هرتل و ک. لمان هائوپت و هرتسفلد حوادث مربوط به پادشاهی گئومات در گاتها به‌طور مستقیم منعکس شده است. این محققان تلاش کردند تا با استناد بر اوستا بتوانند شرح وقایع سال‌های ۵۲۱–۵۲۳ پ. م را جستجو کنند، اما به عقیده داندامایف این کار خارج از جنبه بی‌طرفی است و قانع‌کننده نبوده است.

## زندگانی و مرگ بردیا
تئودور نلدکه حدس می‌زند که بردیا ساتراپ نبوده است، زیرا به نظر وی امکان نداشت که قتل یک ساتراپ مجهول و مکتوم بماند، ولی در عین حال مردود شمردن نظر کتزیاس و گزنفون که طبق خبر آن‌ها بردیا ساتراپ بوده است، سهل و ساده نیست. از اینکه بردیا ساتراپ یکی از ساتراپی‌های مهم و بزرگ به‌شمار می‌رفته تردیدی نیست، زیرا فرزندان پادشاهان ایران همیشه از ساتراپ‌های بزرگ کشور به‌شمار می‌رفته‌اند.
باید دانست که بعد از قتل بردیا، چه کسی امور ساتراپی‌ها را اداره می‌کرد؟ کتزیاس می‌گوید که کمبوجیه، مغ سفندادات را به عنوان ساتراپ تعیین کرد و او را به جای برادر خود قلمداد نمود و این مغ بدلی به مدت پنج سال در لباس بردیا، نقش ساتراپ را ایفا نمود و سپس به پادشاهی رسید؛ ولی چنین توضیحی فقط در نظر کیونیگ (کونیگ) و هرتسفلد که بدون هیچ گونه انتقادی اخبار افسانه‌آمیز کتزیاس را نقل قول می‌کنند و آن را جزو تاریخ حوادث سالانه پادشاهان ایران قلمداد می‌نمایند، مقرون به صحت و حقیقت تلقی می‌شود.
علاوه بر آن، همان‌طور که از گفته‌های هرودوت بر می‌آید، خواهر کمبوجیه و بردیا (آتوسا) و همه زنان کمبوجیه، از همان آغاز شورش «سمردیس» در حرمسرای وی به سر می‌بردند و بنابراین اطلاع بر خدعه و نیرنگی که صورت گرفته، برای آن‌ها میسر و مقدور بود، در حالی که چنین چیزی واقع نشد. منبع تاریخ هرودوت می وشد این مشکل را بدین نحو حل کند که زنان در حرمسرای سمردیس از یکدیگر جدا زندگی می‌کردند، ولی در عین حال در همان آثار هرودوت دیده می‌شود که این جدایی زنان خالی از حقیقت نیست، زیرا دختر اوتانا موسوم به فایدیما که در حرمسرای سمردیس می‌زیست، آزادانه و به کرات با جهان خارج از کاخ معاشرت و ارتباط داشته است. همچنین در کاخ سمردیس هیچ گونه مانعی برای ارتباط با جهان خارج از کاخ وجود نداشته است، زیرا هفت نفر از بزرگان و نجبای پارس در موقع ضرورت بدون آنکه با هیچ‌گونه حائلی مواجه شود و از طرف نگهبانان منعی برای آنان وجود داشته باشد، به داخل کاخ سمردیس راه یافتند. نگهبانان مذکور حتی از توطئه کنندگان نپرسیدند که به چه قصد و منظوری وارد کاخ می‌شوند.
این نکته که آیا داریوش، گئومات غاصب یا بردیا را کشته، چیزی است که مورد بحث و مناظره کارشناسان و حتی نویسندگانی چون آگاثیاس، آمیانوس، مارسلیانوس، یوهانوس (از آنتیوخیا)، اوراسیوس و پورفیریوس (از تیر) بوده است.
دو روایت در مورد مرگ بردیا وجود دارد. داندامایف و کورت گئومات مغ را همان بردیا می‌دانند که داریوش و ۶ اشراف‌زاده پارسی علیه او کودتا کردند و نظر گروه دوم (ویزه‌هوفر، هینتس) این است که گئومات، شخصیتی واقعی بوده که بعد از پی بردن به مرگ بردیا، سریر پادشاهی را به نام او غصب کرده است.

### نظریهٔ ویزه هوفر - وینتس
هرودوت پسر کوروش را به نام «سمردیس» نامیده، و مغی که حکومت را به عنوان پسر کوروش در دست گرفت را به نام «سمردیس» نامیده می‌شد. این دو با یکدیگر شباهت زیادی داشتند و تمیز دادن آن‌ها از یکدیگر کار سهلی نبود. کتزیاس با این نظر موافق است و می‌گوید: «این مغ فوق‌العاده شبیه به تانیاکسارکس بوده و هر کاری که می‌کند، مانند تانیاکسارکس است».
گئومات مغ آنقدر به پسر کوروش شبیه بود که حتی نزدیکان وی نمی‌توانستند آن‌ها را از یکدیگر تمایز دهند. هنگامی که تانیاکسارکس کشته شد، کمبوجیه خواجه‌های وی را نزد خود خواند و سفندادات که به لباس تانیاکسارکس ملبس بود به آن‌ها معرفی کرد. کمبوجیه از خواجه‌ها پرسید آیا این شخص همان تانیاکسارکس است؟ آنان با شگفتی جواب دادند: «اگر او نباشد چه کسی ممکن است باشد؟». این روایت کتزیاس برای ما از این جهت اهمیت دارد که یک خبر ایرانی است. در این مقام کتزیاس گفته‌های هرودوت را که پیوسته می‌کوشید از آن‌ها خرده بگیرد، تأیید و تصدیق می‌کند. چنانچه در این مورد کتزیاس شخص هرودوت را مورد ملامت قرار نمی‌دهد و او را متهم به دروغگویی نمی‌کند. علتش این است که هر دوی آن‌ها از یک روایت ایرانی آگاه بوده‌اند. تروگ نیز دربارهٔ شباهت مغ با پسر کوروش سخن گفته است.

### روایت داریوش بزرگ و منابع کلاسیک

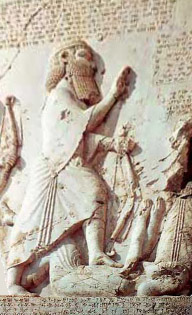
گئومات مغ، زیر پای داریوش، ۲ دستش را به حالت التماس به بالا برده است.

داریوش در کتیبه بیستون می‌گوید که کمبوجیه، بعد از به پادشاهی رسیدن و قبل از حرکت به مصر، بردیا را کشت و قتل بردیا از مردم مخفی ماند. داریوش در اینباره می‌گوید: کمبوجیه، پسر کوروش شاه بود و برادری داشت بردیا نام، از یک پدر و از یک مادر. پس از آن کمبوجیه بردیا را بکشت. [این جنایت] بر مردم معلوم نشد. پس از آن کمبوجیه رهسپار مصر شد و در پی آن، مردم نافرمان شدند. پس از آن دروغ (دروگه) در پارس، در ماد و در سرزمین‌های دیگر زیاد شد. پس از آن مردی، مغی به نام گئومات بود. او از پی‌شیه‌اووادا نزدیک کوه اَرَکدری، چهاردهمین روز ماه وییَخنَه سر به شورش نهاد، از آنجا بود که او ناگهان ناپیدا شد. به مردم با گفتن «من بردیا، پسر کوروش، برادر کمبوجیه هستم.» دروغ گفت. آنگاه همه مردم ضد کمبوجیه دسیسه کردند؛ او هم پارس، هم ماد و هم دیگر سرزمین‌ها را به دور خود گرد آورد و پادشاهی را غصب کرد. نهمین روز ماه گرمَدپده بود که او شاهی را غصب کرد. پس از آن کمبوجیه به مرگی طبیعی جان سپرد.
ولی هرودوت می‌گوید بردیا (سمردیس) به همراه کمبوجیه به مصر رفت و مدت بیشتری در آنجا گذراند. بعدها کمبوجیه به خاطر حسادت بردیا را به شوش برگرداند چرا که بردیا تنها کسی بود که می‌توانست کمان فرستاده شده شاه اتیوپی را بکشد. بعد کمبوجیه خوابی دید که برادرش بر روی تخت پادشاهی نشسته است. به همین خاطر او مشاور معتمدش پراکزاسپه را با فرمان قتل سمردیس از مصر به شوش فرستاد. هرودوت ۲ روایت از قتل بردیا می‌گوید. اول آنکه او در شکارگاهی نزدیک شوش کشته شد، دومی آنکه پراکزاسپه او را در دریای اریتره غرق کرد. راز قتل را فقط پاتیزثیس، مغی که کمبوجیه در غیابش او را مسئول قصر سلطنتی کرد و تعداد اندکی دیگر می‌دانستند. این مغ، برادری خیلی شبیه به بردیا داشت و حتی نامش از بدو تولد همنام شاهزاده بود. پراکزاسپه برادرش را راضی کرد تا علیه کمبوجیه بشورد و رسماً خودش را شاه اعلام کند و ادعا کند که پسر واقعی کوروش است. برای مدتی او توانست خودش را بردیای مرده جا بزند. بنابر روایت هرودوت (کلماتی که کمبوجیه به هنگام مرگ بر زبان راند)، غاصب سلطنت، تمایل به بازگشت استیلا مادها بوده است. هرودوت می‌گوید به جز پارس‌ها، بقیه مردم آسیا از سقوط سمردیس دروغین ناراحت بودند، چرا که سمردیس ۳ سال مالیات سالانه و خدمت نظامی را به ساکنان امپراتوری آن‌ها بخشیده بود.
در کتیبه بیستون، این شیاد «گئومات مغ» (در نسخه «مادی» زبان کتیبه بیستون داریوش، مگوش هم اضافه می‌شود) نامیده شد. این نام توسط ژوستین کومتس ضبط شد. ژوستین می‌گوید این کومتس بود که شاهزاده مرگیس را بعد از مرگ کمبوجیه به قتل رساند. در کتیبه بیستون گفته شده که گئومات شورشی علیه کمبوجیه در ۱۱ مارس ۵۲۲ پ.م. انجام داد و ادعا کرد که بردیا است. آنطور که هرودوت می‌گوید، وقتی کمبوجیه در سوریه حضور داشت و در راه برگشت بود، اخبار از پارس به او رسید که برادر کوچکترش تخت پادشاهی را تصاحب کرده است. اگرچه، پراکزاسپه به کمبوجیه اطمینان داد که برادرش بردیا را کشته است. سپس کمبوجیه در بهار ۵۲۲ پ. م درگذشت، اعتراف کرد که برادرش را به قتل رسانده است؛ ولی بعد از مرگ کمبوجیه پراکزاسپه استوارانه مرگ بردیا را انکار کرد. نهایتاً داریوش در بیستون گزارش داد که در ۲۹ سپتامبر ۵۲۲ پ.م. او به کمک ۶ نجیب‌زاده پارسی کشت و شاه شد.
بنابر گزارش کتسیاس، کوروش در بستر مرگ بردیا (تانیوکزارکس) را حکمران باکتریا، خوارزم، پارت و کارمانی کرد. بردیا یک مغی به نام سپندادتس را به خاطر جرمش شلاق زد، بنابراین سپندادتس از روی انتقام، به کمبوجیه گفت که برادرش علیه او توطئه می‌کند. سپس به دستور کمبوجیه، به بردیا خون گاو نر خورانده شد و او کشته شد. سپندادتس خیلی شبیه به بردیا بود، لباس شاهزاده‌ها پوشید و خود را پسر کوچک کوروش جا زد. ۵ سال بعد از مرگش، مادر بردیا از خواجه حرم شنید که پسرش کشته شده و شاه واقعی، سپندادتس است. تا آن موقع، ناپدید شدن بردیا برای همگان بجز ایزاباتس، آرتاسیراس، باگاپاتس مخفی بود. کتسیاس در تاریخ قتل با کتیبه بیستون موافق است که پیش از حرکت کمبوجیه به مصر (۵۲۵ پ. م) بوده است. از آنجایی که حقیقت در ۵۲۲ پ. م آشکار شد، می‌توان حرف کتسیاس برای تعیین تاریخ مرگ ۵۲۶ پ. م را قبول کرد.

### تئوری کودتای داریوش علیه بردیا
در خلال سه سالی که کمبوجیه در مصر اقامت داشت، در کشورش ناآرامی آغاز شد. در ماه مارس (یا شاید هم آوریل) ۵۲۲ پ. م وی اخباری از ایران دریافت داشت مبنی بر اینکه برادر جوان‌ترش بردیا، طغیان کرده و شاه ایران شده است. طبق نظر هرودوت، کمبوجیه در سوریه بود و به سوی ایران می‌رفت که یک پیام‌آور سلطنتی نزد او آمد و خبر شورش در کاخ پادشاهی را به اطلاع وی رسانید. کمبوجیه در بازگشت به ایران شتاب کرد ولی در حین راه در موقعیتی مرموز درگذشت. چیزی از این جریان نگذشته بود که بردیا (یا طبق متون رسمی، گئومات مغ که از مدت‌ها پیش خود را به صورت بردیای متوفی جا زده بود) به وسیله داریوش به قتل رسید که خود پس از آن تاج و تخت ایران را تصاحب کرد. آنچه گفته شد اساس و چکیده رویدادهایی است که در خلال سال‌های ۵۵۲–۵۵۱ پ.م. به وقوع پیوسته است.
هرودوت می‌گوید که «سمردیس» مغ گوش نداشت، ولی به‌طوری‌که برتین معتقد است، این مطلب افسانه‌ای بیش نیست، و مانند سایر افسانه‌ها مبتنی بر بازی لغت‌ها است. کلمه مگوش را به عنوان «کسی که گوش ندارد» تلقی نمودند و از اینجا تصورات مردم یک افسانه ملی به وجود آمد که به وسیله هرودوت نقل شده است. بعدها کلمه مگوش دربارهٔ کسانی مورد استعمال قرار گرفت که «گوش نداشتند». چنانچه گئومات گوش نداشت در اینصورت داریوش یقیناً از چنین نقصی استفاده می‌نمود و برای مفتضح کردن دشمن خویش این عیب را از نظر دور نمی‌داشت و در کتیبه‌های خود آن را یادآور می‌شد. طبق گفته کتزیاس، شخص «سفندادات» بی گوش نبوده است. داندامایف می‌گوید در نقش‌های حجاری شده در کتیبه بیستون، گئومات با گوش‌هایش ظاهر می‌شود.
طبق روایت بیستون، هنگامی که داریوش بر تخت شاهی تکیه زد، دادارشیش ساتراپ باکتریا بود و ویشتاسپ، پدر داریوش نیز بر پارتیا و پیرکانیا فرمانروایی می‌کرد؛ بنابراین می‌توان گفت سخن گزنفون - تانااوگزارس (بردیا) ساتراپ ماد، آرمینا و طایفه کادوسیان بود- درست است و می‌توان دادارشیش و ویشتاسپ، فرماندار منصوب شده بعدی این مناطق نامید.
این حقیقت که پیش از مرگ گئومات هیچ آشوبی و بحرانی وجود نداشت از قسمت مقدماتی کتیبه بیستون نیز مشهود است، که طبق آن اهورامزدا، داریوش را پس از جلوس وی، به پادشاهی بیست و سه کشور معرفی کرد. در نتیجه هنگامی که داریوش در ایران به قدرت رسید، بیست و سه کشوری که در کتیبه نام برده شد، هنوز بخشی از امپراتوری را تشکیل می‌دادند؛ ولی از آن تاریخ به بعد، در بیشتر این کشورها، شورشی به وقوع پیوست. طبق نظر کونیگ، شورش نیدین‌تو-بل در بابل در ماه اوت ۵۲۲ پ.م. صورت گرفت و این زمانی بود که گئومات هنوز حیات داشت؛ و شورش علیه او صورت گرفت؛ ولی حتی بدون توجه به کتیبه‌های بیستون، می‌توان دید که چنین فرضیه‌ای با اسناد قانونی بابلی متناقض است. گئومات در ۲۹ سپتامبر ۵۲۲ پ.م. کشته شد و از تاریخ ۲۰ سپتامبر همان سال سندی از بابل وجود دارد به تاریخ سلطنت وی؛ و نخستین سند مربوط به تاریخ سلطنت نیدین‌تو-بل (نبوکدنذر سوم) از ناحیه سیپار می‌آید و تاریخش سوم اکتبر ۵۲۲ پ. م می‌شود که پنجمین روز جلوس داریوش به تخت سلطنت می‌شود. به احتمال نزدیک به یقین نیدین‌تو-بل دقیقاً بعد از مرگ گئومات تاج و تخت بابل را اشغال کرد.
طبق نظر هرودوت سمردیس برای مدت هفت ماه در صلح و آرامش پادشاهی کرد، به علت مرگ وی بود که مردم‌های تابع وی دست به شورش زدند.
چگونه امکان داشت قتل بردیا جزو اسراری باشد که فقط دو نفر مغ به حقیقت و رمز آن واقف باشند؟ بعضی از محققان به استناد نظر گزنفون در این فکرند که شاید بردیا به سال ۵۳۰ قبل از میلاد به قتل رسیده است. در این صورت باید گفت که چگونه در ظرف مدت هشت سال، قتل بردیا به صورت معما بوده است؟ ظاهراً باید از نظر هرودوت و کتزی و سایر مؤلفان باستانی مبنی بر اینکه پسر کوروش و مغ مذکور با یکدیگر شباهت داشته‌اند و از اینرو آن خدعه پیوسته است، صرف نظر شود، گرچه این نظر در تاریخ فوق‌العاده اشاعه دارد، ولی به هیچ وجه قابل اطمینان نیست.

### تئوری کودتای داریوش علیه گئومات غاصب
در تاریخ هرودوت که در خلال شرح لشکرکشی مصر و کارهای مشمئزکننده کمبوجیه به خواب، پیشگویی و پیش‌نشانه‌های وقایع آتی اشاره می‌شود. کمبوجیه اذعان می‌دارد که او این نشانه‌ها را نادرست تعبیر کرده و در نتیجه برادرش را به ناحق به قتل رسانده است. او می‌کوشد با سرعت تمام به همراه لشکریانش در حال مراجعت، به شوش برگردد، اما در اثر زخمی که در سانحه‌ای در اکباتان سوریه برمی‌دارد از دنیا می‌رود. کمبوجیه باید چنانچه داده‌های هرودوت درست باشد، پیش از آنکه پیک ارسالی از سوی گئومات سر رسد، از آشوب‌هایی در امپراتوری اطلاع حاصل کرده باشد؛ زیرا در پیک سوریه، یعنی هنگام بازگشت، بر شاه وارد شد. در گزارش صریحاً قید نمی‌شود که کمبوجیه مراجعت می‌کرد، چون او اخباری در مورد اغتشاش شنیده بود یا اینکه آگاهی یافته بود که شخصی که خود را برادر وی می‌خواند، پادشاهی را غضب کرده است. اما اشاره به شگفتی زندگی کمبوجیه در روایت هرودوت و هراس وی از اینکه برادرش ممکن بود هنوز زنده باشد، امکان نخست را محتمل می‌کند: او به سبب ناآرامی عمومی در ایالات کانونی امپراتوری از مصر راه افتاده بود و در آن مقطع زمانی هنوز از غصب پادشاهی اطلاع نداشته است. تلاش کمبوجیه برای اقناع پارسیان ممتاز، دربارهٔ مرگ برادرش بردیا، و غصب مغ، بی‌نتیجه ماند. به ویژه اینکه پرکساسپ یگانه شاهد قتل، این جنایت را انکار کرد.
همین گزارش را، البته بسیار مختصرتر، تروگوس-یوستین نیز ارائه می‌کنند. کتزیاس نیز اگرچه از سانحه کمبوجیه با فرجام مرگبار خبر می‌دهد، اما داده‌هایش در مورد نحوه سانحه، تسلسل و توالی زمانی وقایع و نیز محل مرگ با هرودوت و تروگوس-یوستین اختلاف دارد.
داریوش بدون ذکر کوچک‌ترین جزئیاتی در نبشته بیستون گزارش می‌کند که کمبوجیه پس از جلوس مغ بر تخت شاهی درگذشته است. همچنین ترتیب گاه‌نگاری وقایع در نبشته بیستون، که در آن پیش از ذکر گئومات از آشوب‌ها سخن می‌رود، حاکی از آن است که نام محل مرگ کمبوجیه که هرودوت ذکر کرده کاملاً صحیح است و گئومات از اغتشاش پدید آمده در امپراتوری سود جسته تا پادشاهی را غصب کند.
برخلاف عقیده هرتسفلد و سایرین که کمبوجیه طبق نبشته بیستون خودکشی کرده است، امروز در کل این نظر غالب است که کمبوجیه به سبب بی احتیاطی خودش درگذشت، که ویلهلم شولتسه آن را قبلاً، در ۱۹۱۲ ابراز کرده بود و تقریباً در تمامی آثار دیگر راجع به این موضوع با دلایل اضافی تقویت شده است، اصطلاح پارسی uvāmaršiyuš amariyatā به این معنی است که او به «مرگ خود مرد».

## میراث
بردیا یک دختر به نام پارمیس از خود به جای گذاشت که داریوش وقتی شاه شد با او ازدواج کرد تا به جایگاه خود وجههٔ قانونی ببخشد.

## واژه‌نامه
1. ↑  bardz
2. ↑  Pirtiya
3. ↑  Barziya
4. ↑  Smerdis
5. ↑  Mardos
6. ↑  Mergis
7. ↑  Merphis
8. ↑  Tanyoxarces
9. ↑  tanu-wazraka
10. ↑  drauga
11. ↑  Paišyauvādā
12. ↑  Arkadri
13. ↑  Viyaxna
14. ↑  Maguš
15. ↑  Maguš
16. ↑  wihhelm schulze